# Криптоистория
Криптоисто́рия (греч. κρυπτός — «тайный», «укрытый» + история), тайная история — жанр фантастики, основанный на фантастическом допущении, что реальная история человечества отличалась от известной нам, но была забыта, скрыта или сфальсифицирована и т. п. Близка к жанру альтернативной истории. Криптоистория изображает реальность, внешне не отличающуюся от обычной истории, но показывающую участие неких иных сил (пришельцев, магов и т. п.), либо описывает якобы состоявшиеся события, оставшиеся неизвестными. Термин «криптоистория» введён в оборот Г. Л. Олди, чтобы описать жанр некоторых произведений Андрея Валентинова, и используется только в русской критике. В англоязычной для этого жанра принято название «англ. secret history» — «тайная история», означающий то же самое.
Часто в основе сюжетов криптоистории — теории заговора, нетрадиционные трактовки исторических событий, мифов и легенд и даже других литературных произведений (например, К. Еськов подошёл с точки зрения криптоистории к «Властелину колец» Толкина). В отличие от авторов неакадемических исследований в исторической науке, писатели криптоистории не скрывают, что все их теории — не более чем художественный вымысел.

## Основные особенности
К основным особенностям криптоисторического романа относятся следующие:77:
1. Авторская концепция имеет в своей основе желание исправить, создать новую субъективную художественную версию истории, более «правильную», чем реальная (таким образом выражается авторский протест против алогизма и жестокости истории реальной[3]:122).
2. Установка на исправление истории влечёт за собой выявление неких сверхчеловеческих или метаисторических сил, которые стали причиной «сбоя» в «правильном» ходе истории. Эти силы персонифицированы в форме фантастических либо мифологических образов.
3. Для историософской картины мира у авторов характерен дуализм: содержание тайной истории является процессом противодействия враждебным силам, причём этими силами становятся не только фантастические существа (которые могут включать в себя не только «врагов», но и «защитников» и «помощников»), а все, кто виноват в трагедиях русской истории.

Этот присущий криптоистории сюжетообразующий конфликт реализуется в очень широком сюжетном пространстве. В одних случаях герои изначально находятся в состоянии некой борьбы, в других — живут обычной жизнью, которая в дальнейшем будет нарушена. Как варианты завязки используются трудное задание (в терминологии Проппа), полученное героями от других персонажей, или резкое изменение статуса героя в мире. Развязки тоже разнообразны и могут включать в себя как счастливый исход, так и неблагоприятный для героя:77.
Максимально обобщённый сюжет криптоисторического романа включает в себя такие этапы:78—79:
- В начале романа главный герой пребывает в нейтральной позиции — иными словами, полностью вписан в историческую реальность. В некоторых романах этот этап опущен.
- Происходит событие, выбивающее героя из «естественного» хода событий.
- Герой идёт на поводу у обстоятельств (например, выполняет задание, бежит из заключения и пр.), впервые сталкивается с неведомым и обретает те или иные фантастические или сверхъестественные способности.
- В ходе многочисленных перипетий герой окончательно выясняет структуру мира, обретает друзей и врагов, вступает в конфликт с представителями враждебных сил, прямой и осознанный. При этом он вступает в борьбу не сразу — осознав необычность происходящего, делает выбор: участвовать ли в конфликте, а если да, то на чьей стороне? Этот выбор совершается по-разному, но, даже если он оказывается вынужденным, герои непременно выбирают борьбу против «экспериментаторов». Нередко он вступает в борьбу с второстепенными антагонистами.
- Последний этап — решительный бой: главный герой сталкивается непосредственно с главным антагонистом. Окончательной и полной победы на финальном этапе никогда не происходит, некоторые герои даже гибнут. Но и впечатления побеждённости, бессмысленности борьбы у читателя не остаётся, поскольку герои всё же одерживают многочисленные победы над врагами низшего уровня и в некоторых случаях достигают какого-то личного успеха. Часто финал оказывается открытым и предусматривает возможность и необходимость дальнейшей борьбы.

Криптоисторическому роману присуща тенденция к «осовремениванию» жанра — действие некоторых романов происходит в современности, порой условной. Причиной этого является смещение интересов авторов с истории России (например, начала XX века) на общечеловеческую историю, рассматриваемую в более широком контексте:79.

## Представители
К криптоистории относятся роман А. Лазарчука и М. Успенского «Посмотри в глаза чудовищ», декалогия А. Валентинова «Око Силы» и романы А. Валентинова «Овернский клирик» и «Дезертир», роман В. Звягинцева «Бои местного значения», «Детская книга» и «Фантастика» Б. Акунина, «Человек напротив» В. Рыбакова, «Черновик» и «Чистовик» С. Лукьяненко, «Чудовищ нет» Ю. Бурносова, «А. С. Секретная миссия» А. Бушкова, «Те, кто против нас» Б. Руденко.